# Ligne R du tram de Košice

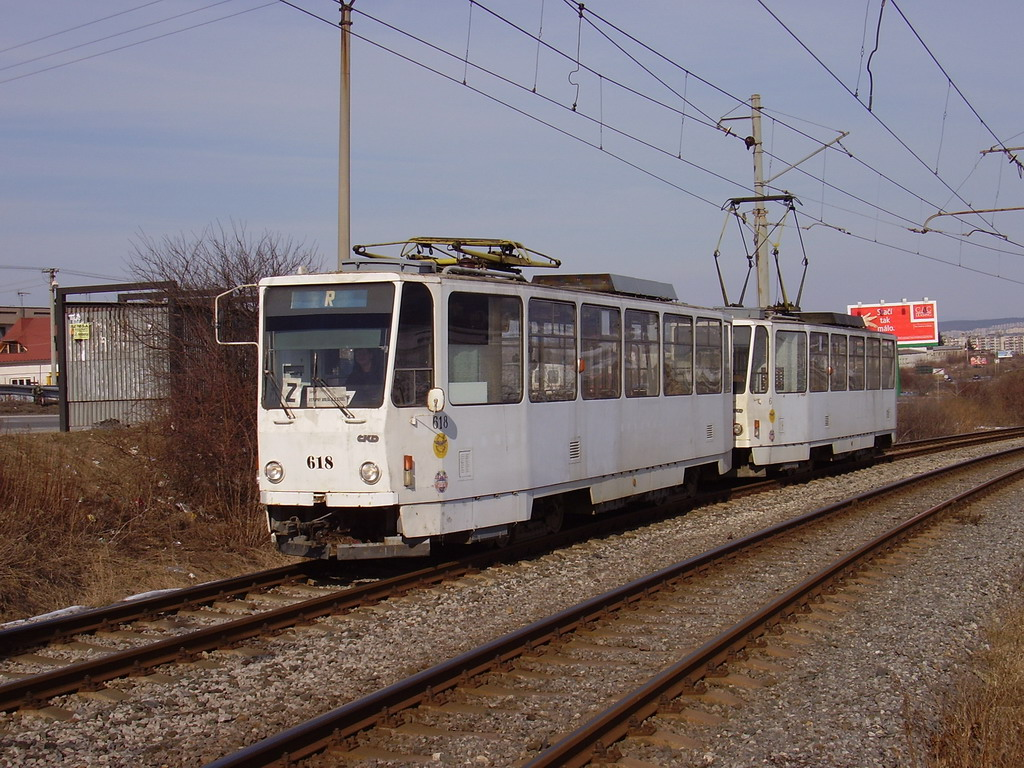
Tram de Košice

Les lignes R du réseau de tram de Košice circulent entre la ville de Košice et sur le trajet  
OC Optima - (Pereš - Poľov - Ludvíkov dvor) - Vstupný areál USS.

## Les différents trajets des lignes R
R1 Staničné nám. - Nám. osloboditeľov - SOŠ automobilová - OC Optima - Pereš - Poľov - Ludvíkov dvor - Vstupný areál USS 
R2 	Nad jazerom, Važecká - Železníky, križovatka - OC Optima - Pereš - Poľov - Ludvíkov dvor - Vstupný areál USS 	
R3 	Havlíčkova - Nám. Maratónu mieru - Nová nemocnica - OC Optima - Pereš - Poľov - Ludvíkov dvor - Vstupný areál USS 
R4 	Botanická záhrada - Nová nemocnica - OC Optima - Pereš - Poľov - Ludvíkov dvor - Vstupný areál USS 	 
R5 	Ryba - Nám. osloboditeľov - SOŠ automobilová - OC Optima - Pereš - Poľov - Ludvíkov dvor - Vstupný areál USS 
R6 	DP mesta Košice - Spoločenský pavilón - OC Optima - Pereš - Poľov - Ludvíkov dvor - Vstupný areál USS 
R7 	Amfiteáter - Nová nemocnica - OC Optima - Pereš - Poľov - Ludvíkov dvor - Vstupný areál USS 	 
R8 	Barca, Socha Jána Pavla II. - Železníky, križovatka - OC Optima - Pereš - Poľov - Ludvíkov dvor - Vstupný areál USS

## Horaire
- Horaire Ligne R